# Aglaophenia coarctata
Aglaophenia coarctata is een hydroïdpoliep uit de familie Aglaopheniidae. De poliep komt uit het geslacht Aglaophenia. Aglaophenia coarctata werd in 1883 voor het eerst wetenschappelijk beschreven door Allman. 